# José Antonio Gómez Londoño
José Antonio Gómez Londoño (Medellín, 5 de abril de 1754-Santa Fe de Antioquia, 10 de octubre de 1812) fue un político, abogado y militar neogranadino que ocupó la presidencia del Estado Libre de Antioquia entre 1811 y 1812, durante la Patria Boba.

## Biografía
Nacido en Medellín, hijo del español nativo de Guzmán, Antonio Adriano Gómez y de Bárbara Londoño Castañeda, hija del regidor español Antonio Londoño Zapata, estudió en el Colegio Mayor de San Bartolomé de Bogotá, de donde se graduó de Derecho. Posteriormente viajó a trabajar en Santa Fe de Antioquia.
Fue alcalde de Santa Fe de Antioquia, contador oficial del gobierno de la Provincia de Antioquia, administrador de las rentas de aguardientes y naipes y consejero de los gobernadores coloniales Francisco Baraya y Campa, Juan de José Lora Nuno y José Felipe de Iriarte.
Tras los sucesos del 20 de julio de 1810, se unió al movimiento independentista y fue nombrado miembro de la Junta Suprema de Antioquia. El 11 de octubre de 1811 fue nombrado primer presidente constitucional del Estado Libre de Antioquia. Siendo presidente creó las juntas de seguridad y vigilancia, destinadas a reprimir la oposición a la creación de la República, lideradas por Juan del Corral, y apoyó al gobierno de Antonio Nariño.
Murió repentinamente el 10 de octubre de 1812, cuando aún era presidente de Antioquia. Casado en dos ocasiones, tuvo a seis hijos, entre los cuales destaca Juan María Gómez, también prócer de la independencia y quien sería gobernador de Antioquia entre 1842 y 1845. Su tataranieto fue el gobernador de Antioquia y Ministro de Relaciones Exteriores Fernando Gómez Martínez.